# Die Insulaner

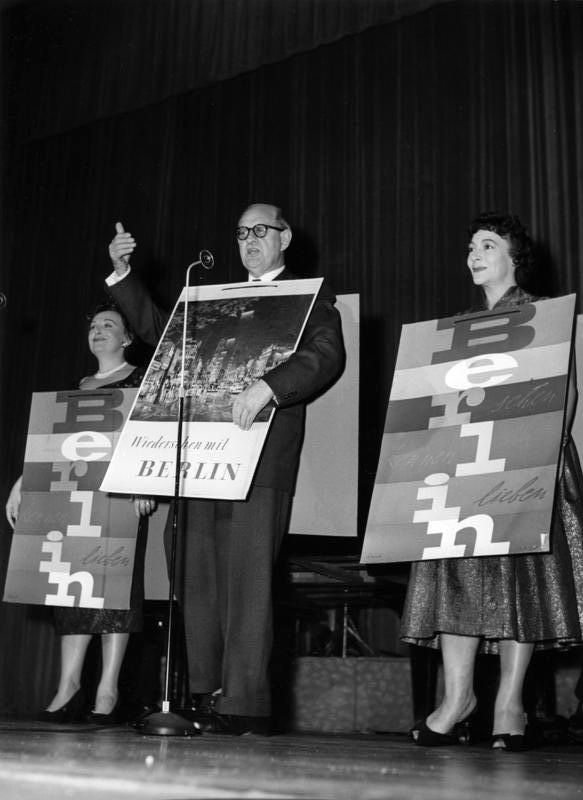
Gastspiel der Insulaner in Bonn, 1956 (von links: Edith Schollwer, Ewald Wenck, Tatjana Sais)

Die Insulaner war eine von Günter Neumann gegründete Kabarettsendung, die von 1948 bis 1964 zum Programm des Berliner Senders RIAS gehörte.

## Geschichte
Mitten in der Berlin-Blockade – Weihnachten 1948 – präsentierte Günter Neumann im RIAS ein Kabarettprogramm unter dem Titel Der Club der Insulaner. Die Sendung war antikommunistisch ausgerichtet und handelte von der Situation West-Berlins, das im Kalten Krieg vom Gebiet der DDR und Ost-Berlins umgeben war. Das Programm setzte sich aus Scherz, Satire und Ironie sowie einer Portion Ernsthaftigkeit zusammen und war verbunden mit dem Namen von Günter Neumann, von dem die Texte und auch die Musik stammten.
Die Sendung war lange Zeit sehr beliebt in Ost und West und wurde zum Markenzeichen des RIAS. Die Erkennungsmelodie war das Insulanerlied, das mit seinem Refrain „Der Insulaner verliert die Ruhe nicht“ in unzähligen Variationen in jeder Sendung auftauchte.
Weitere feste Bestandteile des Programms waren „Sehn’se das ist Berlin“, das ebenso wie das Insulanerlied unzählige Male variiert wurde, Herr Kummer, der mit seinem imaginären Gesprächspartner Herrn Pollowetzer telefonierte, der Jenosse Funzionär, der phrasendreschend die SED verkörperte und von Professor Quatschnie aus der Sowjetunion unterstützt wurde sowie den Klatschdamen, die sich mitten auf dem Kurfürstendamm trafen.
Elemente des Programms sowie mehrere der Insulaner-Darsteller sind auch in dem von Neumann geschriebenen und parallel entstandenen Film Berliner Ballade mit Gert Fröbe zu finden, der Silvester 1948 Premiere hatte.
Nach dem Mauerbau im Jahr 1961 war Günter Neumann der Meinung, dass die weltpolitische Lage zu ernst für Spaßmacher sei, sodass die Sendung schließlich eingestellt wurde. Es gab 1968 noch einmal einen Versuch, der aber lediglich zeigte, wie wenig die Insulaner noch am Puls der Zeit waren.
Der Trümmerberg Insulaner im Berliner Ortsteil Schöneberg ist nach den Insulanern benannt.

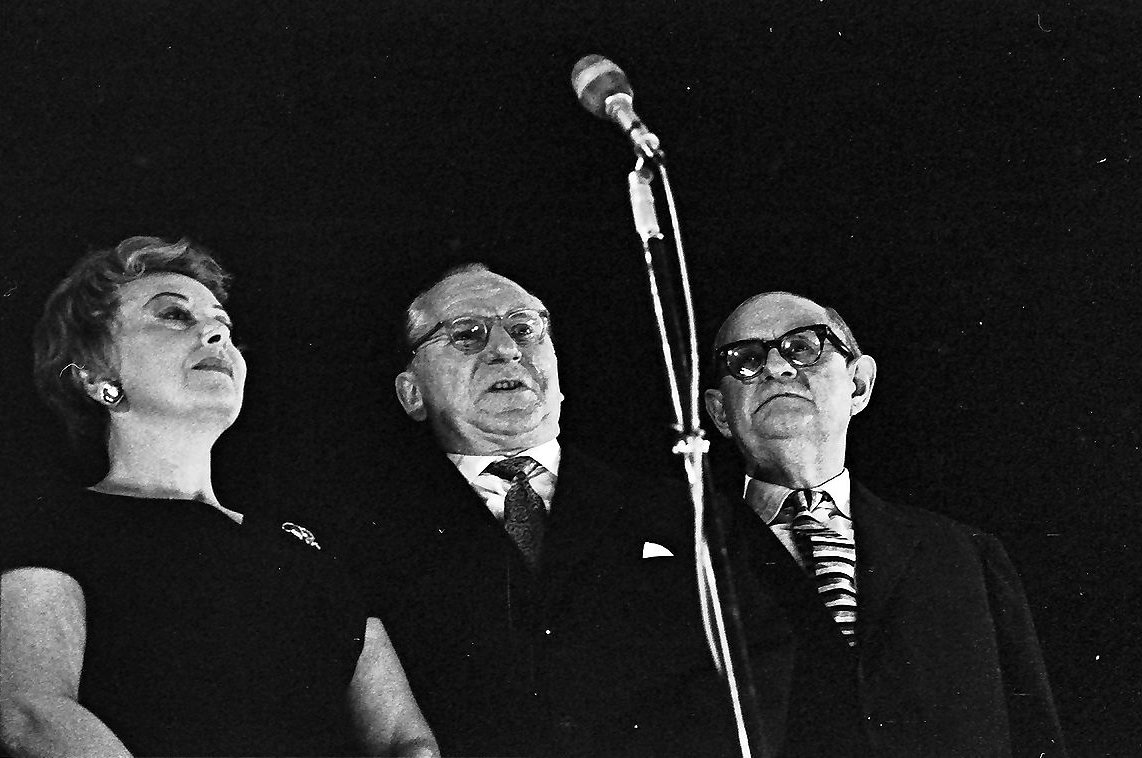
Edith Schollwer, Bruno Fritz, Ewald Wenck bei einem Gastspiel in Freiburg, 1959

Die Insulaner wurden verkörpert von:
- Günter Neumann (1913–1972) – Texte und am Klavier
- Olaf Bienert (1911–1967) – Komponist
- Bruno Fritz (1900–1984) – Herr Kummer
- Joe Furtner (1893–1965) – Professor Quatschnie
- Walter Gross (1904–1989) – Jenosse Funzionär
- Tatjana Sais (1910–1981) – Klatschdame, verheiratet mit Günter Neumann
- Ethel Reschke (1911–1992) – Insulanerlied (anfangs)
- Edith Schollwer (1904–2002) – Insulanerlied
- Ilse Trautschold (1906–1991) – Die schlagfertige Berlinerin
- Ewald Wenck (1891–1981) – Berliner Inventar
- Agnes Windeck (1888–1975) – Klatschdame

Es gab eine langjährige Zusammenarbeit mit Hans Rosenthal (1925–1987), der Aufnahmeleiter der Radiosendungen war und bei einem der wenigen Fernsehauftritte 1962 auch die Regie führte.

## Audioaufnahmen
- Günter Neumann und seine Insulaner. Aufnahmen aus den Jahren 1948–1964. RIAS Berlin, Bear Family Records, CD 16005 HD.
- Schlag nach bei Neumann. Chansons, Schlager, Songs vom Chef der „Insulaner“. Doppel-CD mit umfangreichem Booklet, duo-phon-records Berlin, 2011.